# Kvarntjärnen (Hällesjö socken, Jämtland)
Kvarntjärnen är en sjö i Bräcke kommun i Jämtland och ingår i Ljungans huvudavrinningsområde.